# Kazuo Ishiguro

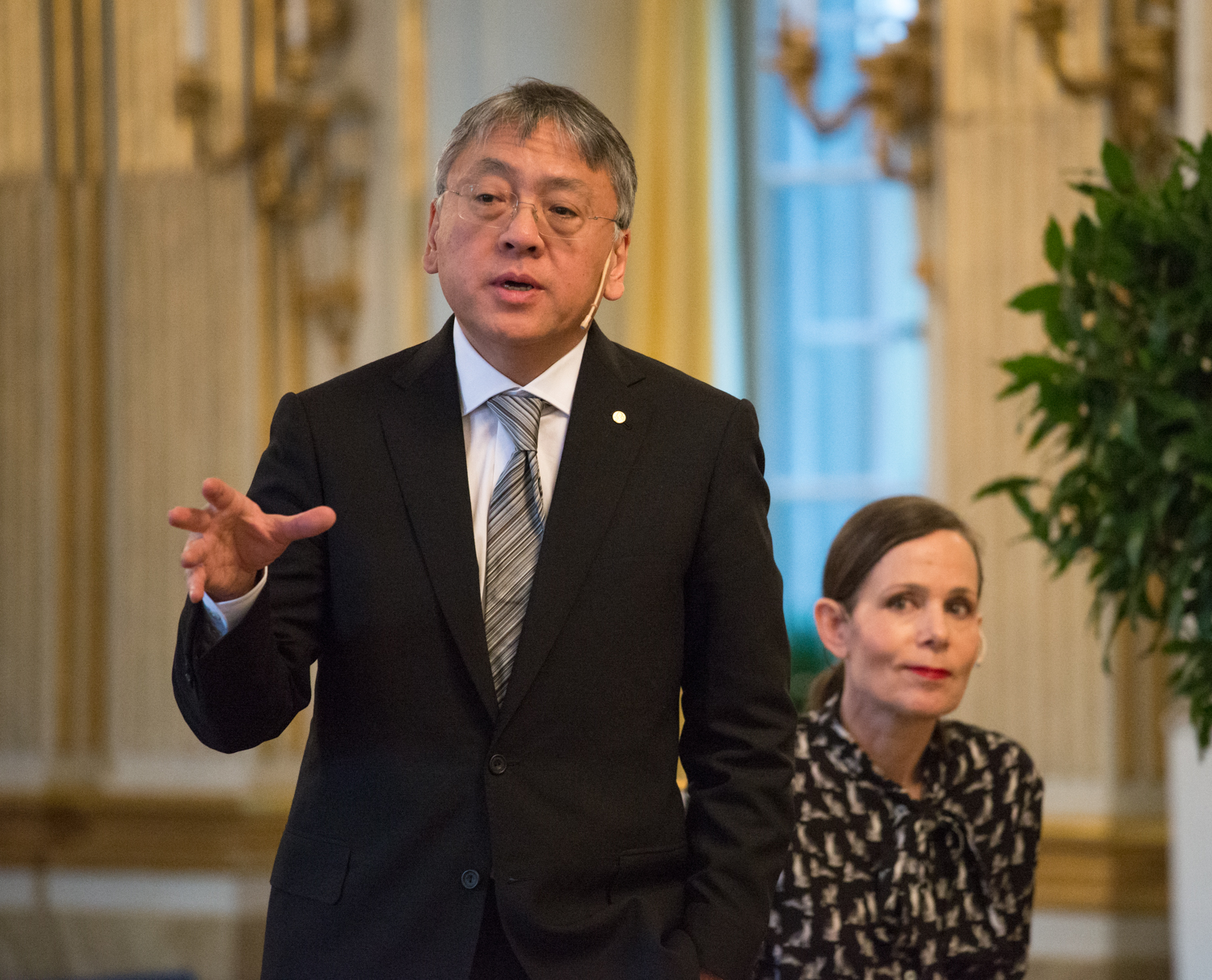
Kazuo Ishiguro med Svenska Akademiens ständiga sekreterare Sara Danius i Börshuset i december 2017.

Kazuo Ishiguro (jap. 石黒一雄 Ishiguro Kazuo), född 8 november 1954 i Nagasaki i Japan, är en brittisk författare med japanskt ursprung. Han har skrivit romaner, noveller samt film- och TV-manuskript. Ishiguro tilldelades Nobelpriset i litteratur 2017 med motiveringen, att han ”i romaner med stark känslomässig verkan har blottat avgrunden under vår skenbara hemhörighet i världen”.

## Biografi
Ishiguro föddes i Nagasaki i Japan, och familjen flyttade till England 1960. Ishiguro studerade engelska och filosofi och avlade kandidatexamen vid University of Kent 1978 och magisterexamen vid University of East Anglia 1980. Han blev brittisk medborgare 1982. Han bor idag i London med sin fru Lorna MacDougall och dottern Naomi.

## Författarskap
Ishiguros två första romaner A Pale View of the Hills (1982) och An Artist of the Floating World (1986) utspelar sig i Japan och fick båda ett mycket positivt mottagande. Det stora genombrottet kom med den senare filmatiserade romanen Återstoden av dagen (1989) som liksom de flesta senare verk utspelar sig i England. Denna internationella succé följdes upp med The Unconsoled (1995), en mer än femhundrasidig roman med en slags stream of consciousness som tvärt delade kritikerkåren. Vissa ansåg att den var ett mästerverk medan andra sågade den som det sämsta de läst. Under 2000-talet utkom Ishiguro med ytterligare två väl mottagna romaner, den deckarinfluerade When We Were Orphans (2000) och den filmatiserade Never Let Me Go (2005).
Ishiguro har också skrivit manus till bland annat filmen Den ryska grevinnan från 2005.

## Verk

### Manuskript
- 1984 – A Profile of Arthur J. Mason (TV-film)
- 1987 – The Gourmet (TV-film)
- 2003 – The Saddest Music in the World
- 2005 – Den ryska grevinnan
- 2022 - Living

### Noveller
- 1981 - "A Strange and Sometimes Sadness", "Waiting for J" och "Getting Poisoned" (i Introduction 7: Stories by New Writers)
- 1983 - "A Family Supper" (i Firebird 2: Writing Today)
- 1983 - "The Summer After the War" (i Granta 7)
- 1985 - "October 1948" (i Granta 17)
- 2001 - "A Village After Dark" (i The New Yorker)
- 2009 - "Crooner", "Come Rain or Come Shine", "Malvern Hills", "Nocturne" och "Cellists" (i Nocturnes: Five Stories of Music and Nightfall)

## Priser och utmärkelser
- 1989 – Bookerpriset för The Remains of the Day
- 2017 – Nobelpriset i litteratur